# Der glücklichste Tag im Leben des Olli Mäki
Der glücklichste Tag im Leben des Olli Mäki (Originaltitel Hymyilevä mies, finnisch Lächelnder Mann) ist ein finnisch-schwedisch-deutsches Sportdrama von Juho Kuosmanen, das im Rahmen der Internationalen Filmfestspiele von Cannes am 19. Mai 2016 seine Premiere feierte und ab 28. Juni 2016 im Rahmen des Filmfests München erstmals in Deutschland vorgestellt wurde. Es handelt sich um eine Filmbiografie über den finnischen Profiboxer Olli Mäki.

## Handlung

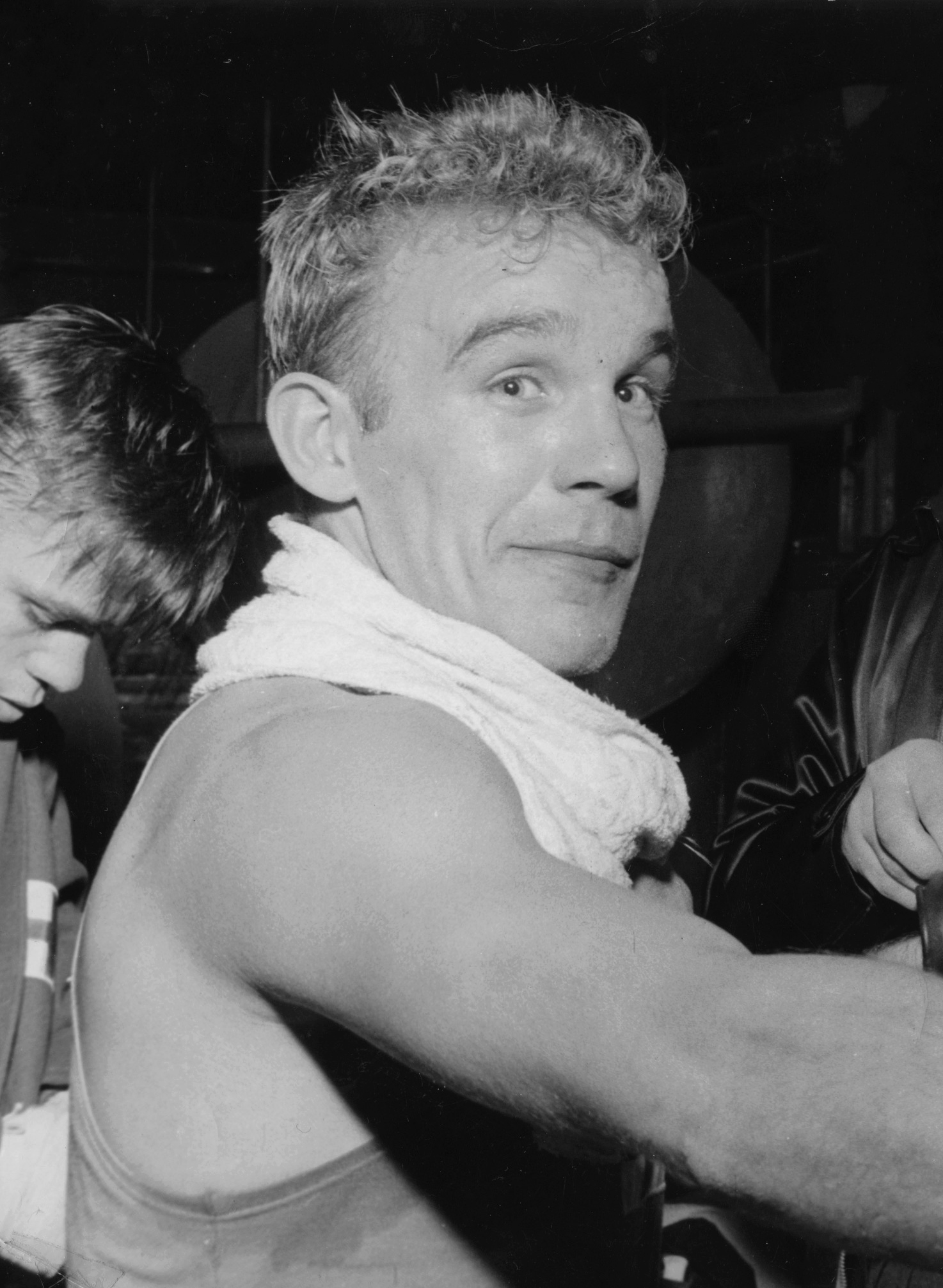
Olli Mäki (1958)

Auf der wahren Lebensgeschichte von Olli Mäki basierend beschreibt der Film die Teilnahme des Profiboxers an der in Finnland stattfindenden Box-Weltmeisterschaft im Olympiastadion in Helsinki im Jahr 1962. 
Der junge und talentierte, in Finnland geborene Boxer ist verliebt in Raija. Er lebt ein recht bescheidenes Leben in einfachen Verhältnissen, und sein Manager Elis Ask versucht dies zu ändern. Elis will, dass sein Schützling in einem Kampf bei der anstehenden Box-Weltmeisterschaft den US-amerikanischen Boxer Davey Moore schlägt, und so zum ersten Finnen überhaupt wird, der einen amtierenden Weltmeister besiegt. Während der Vorbereitung auf den Kampf muss Olli immer nur an seine Raija denken, das ist aber mit dem Training nicht zu vereinbaren. Der Kampf rückt näher und damit auch das Interesse der Medien an dem neuen, glamourösen Boxstar, der die einmalige Chance hat, in Helsinki erster finnischer Boxweltmeister im Federgewicht zu werden, doch Mäki geht in dem Kampf in der zweiten Runde K. o.

## Biografischer Hintergrund
Der 1936 in Kokkola, an der Westküste Finnlands, geborene, ehemalige Profiboxer Olli Mäki ist bisher der einzige finnische Boxer, der eine Europameisterschaft als Amateur und als Profi gewinnen konnte. Mäki war auch der erste Europameister im Halbweltergewicht überhaupt, als er am 14. Februar 1964 einen Kampf gegen Conny Rudhof über 15 Runden gewann.

## Produktion
Es handelt sich bei dem Film um das Spielfilmdebüt des Regisseurs Juho Kuosmanen. Für seine Arbeit gewann Kuosmanen bei den 69. Filmfestspielen von Cannes 2016 den Hauptpreis in der Nebenreihe Un Certain Regard. Der Film wurde in Schwarz-Weiß gedreht.
Der Film feierte am 19. Mai 2016 im Rahmen der Internationalen Filmfestspiele von Cannes seine Premiere und wurde ab 28. Juni 2016 im Rahmen des Filmfests München erstmals in Deutschland vorgestellt. Ab 10. September 2016 wurde der Film im Rahmen des Toronto International Film Festivals gezeigt und im Oktober 2016 im Rahmen des London Film Festivals vorgestellt. Ab 27. Oktober 2016 wurde der Film im Rahmen der Viennale vorgestellt und ab 31. Oktober 2016 beim Tokyo International Film Festival gezeigt. Im November 2016 wurde der Film im Rahmen des International Film Festivals of India vorgestellt. In Deutschland brachte der Camino Filmverleih den Film am 5. Januar 2017 in die Kinos. Am 21. April 2017 kam der Film in ausgewählte US-amerikanische Kinos. Im Juli 2018 wurde der Film abermals beim Filmfest München, diesmal beim Open Air gezeigt. Die Erstausstrahlung im deutschen Free-TV soll am 14. November 2018 auf Arte erfolgen.
Im September 2016 wurde bekannt, dass der Film im Rahmen der Oscarverleihung 2017 als finnischer Beitrag in der Kategorie Bester fremdsprachiger Film ins Rennen gehen soll.
Olli und Raija Mäki haben einen Kurzauftritt am Ende des Films: Sie sind das Paar, dem Jarkko Lahti und Oona Airola bei ihrem Spaziergang begegnen.

## Rezeption

### Altersfreigabe
In Deutschland ist der Film FSK 6. In der Freigabebegründung heißt es: „Der Film ist ruhig erzählt, hat eine warmherzige Atmosphäre und stellt sympathische Figuren in den Mittelpunkt. Einzig bei dem finalen Boxkampf gibt es leicht dramatische Momente, die durch den ruhigen und humorvollen Kontext aber keine übermäßige Wirkung auf Kinder im Grundschulalter entfalten.“

### Kritiken
Der Film konnte bislang 98 Prozent aller Kritiker bei Rotten Tomatoes überzeugen und erhielt hierbei eine durchschnittliche Bewertung von 7,6 der möglichen 10 Punkte.
Thomas Ungeheuer von der Frankfurter Neuen Presse meint, der Film verweigere sich sämtlichen Konventionen des Sportfilms und erklärt: „Nichts erscheint hier spektakulär erzählt. Musik, welche die verschiedenen Stimmungen von einzelnen Szenen spiegeln könnte, fehlt nahezu völlig.“ Zudem, so Ungeheuer, seien die Bilder mit analogem Schwarz-Weiß-Material gedreht.
Auch ein Kritiker vom Stern Online hebt die Besonderheit hervor, dass Juho Kuosmanen seinen Film im digitalen Zeitalter in schwarz-weiß auf echtem 16-Millimeter-Filmmaterial gedreht hat, erkennt im Film aber auch das Porträt eines schüchternen jungen Mannes, das der Regisseur mit großer Wärme und einem feinsinnigen, herrlich lakonischen Humor gezeichnet habe, dieser dabei aber auch mit viel Herz und leiser Wehmut von der Suche nach dem erzähle, was wirklich zählt im Leben.
Kathrin Horster von der Stuttgarter Zeitung meint, der Film vermittele bis in die kleinsten Details ein authentisches Bild der Zeit und des Milieus. Im Vergleich mit Martin Scorseses Klassiker Wie ein wilder Stier oder Antoine Fuquas Film Southpaw schlage Kuosmanens Boxer-Biografie jedoch wesentlich sanfter zu und habe ein nicht primär an sportlichen Aspekten interessiertes Publikum im Blick. Der Film stelle zudem die wichtige Frage: „Ist ein Sieg um den Preis von Privatleben, Freundschaft und Gesundheit überhaupt ein Sieg?“ Für Knut Elstermann von MDR Kultur gibt der Film auf diese Frage eine Antwort, denn in seiner Kritik ist er eine liebenswerte Erinnerung daran, dass gerade in unseren Zeiten absoluter Öffentlichkeit das wahre Glück jenseits des Ruhms zu finden ist.
Schnell wurde der Film als aussichtsreicher möglicher Kandidat für einen Oscar in der Kategorie Bester fremdsprachiger Film, aber auch in der Kategorie Beste Kamera gesehen.

### Auszeichnungen
Internationale Filmfestspiele von Cannes 2016
- Auszeichnung mit dem Un Certain Regard Award (Juho Kuosmanen)
- Nominierung für die Goldene Kamera (Juho Kuosmanen)

Chicago International Film Festival 2016
- Auszeichnung mit dem Gold Hugo im New Directors Competition[17]

Europäischer Filmpreis 2016
- Auszeichnung als Bester Erstlingsfilm mit dem Prix FIPRESCI (Juho Kuosmanen)
- Nominierung für den European University Film Award (Juho Kuosmanen)

Filmfest München 2016
- Nominierung als bester Film eines aufstrebenden Regisseurs für den CineVision Award (Juho Kuosmanen)

Satellite Awards 2016
- Nominierung als Bester fremdsprachiger Film[18]

Zurich Film Festival 2016
- Auszeichnung mit dem Goldenen Auge im internationalen Spielfilmwettbewerb[19]